# Barry (hund)

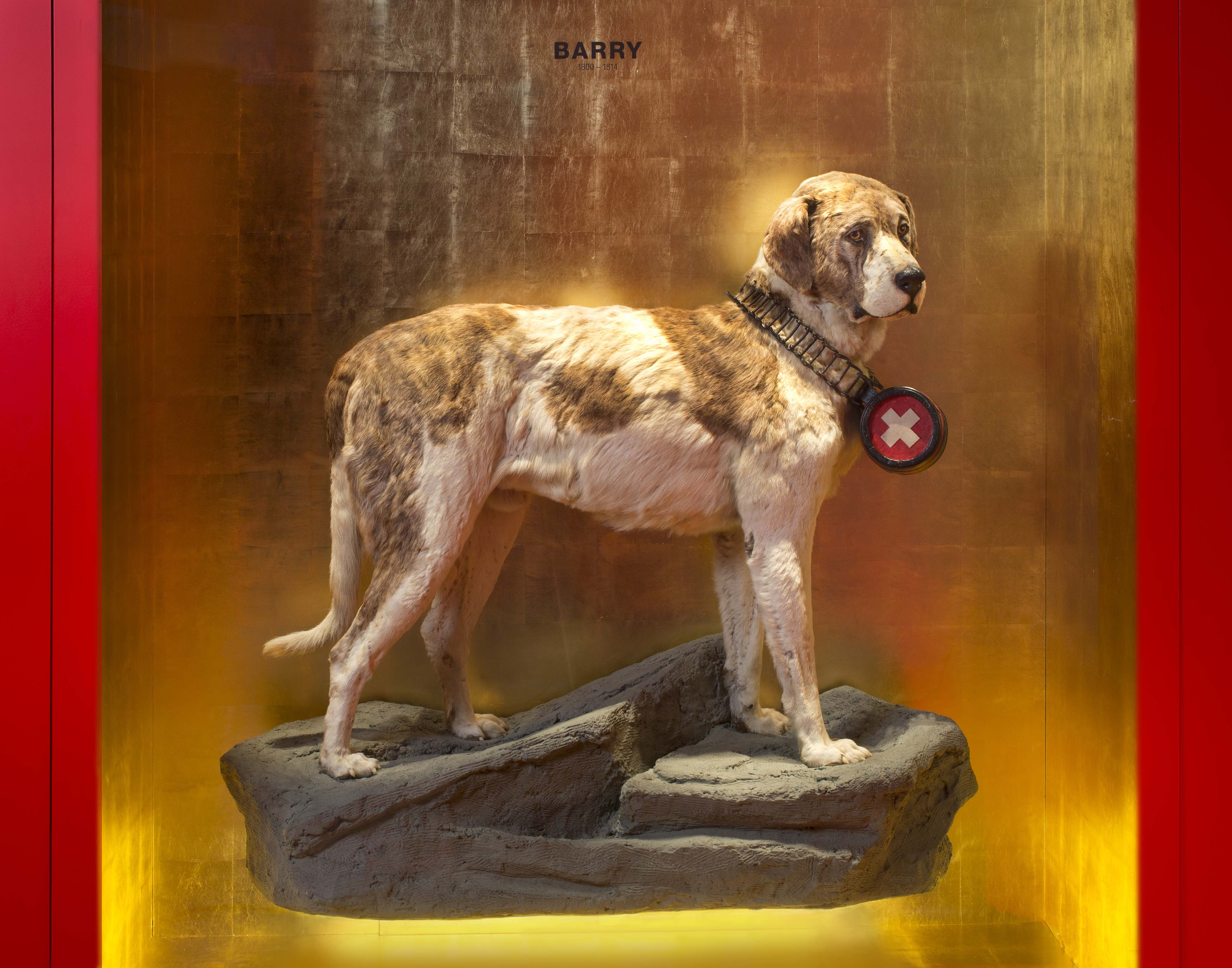
Barry utställd på Naturhistoriska museet i Bern

Barry (1800-1814) var en sankt bernhardshund som arbetade som räddningshund i Schweiz och som är berömd för de många människoliv han räddade.
Barry bodde på klostret vid Stora Sankt Bernhardspasset i alperna nära gränsen till Italien. Vid ett monument över honom på hundkyrkogården Cimetière des Chiens i Asnières-sur-Seine, Frankrike, står det att han "räddade 40 människor, men blev dödad av den 41:e". Enligt historien dödades Barry 1814 av en förrymd fånge som trodde att Barry var en varg men Naturhistoriska museet i Bern har förkastat den uppgiften. Enligt museet pensionerades Barry år 1812, varvid en munk tog med honom till Bern där han dog en naturlig död år 1814. Efter sin död blev han uppstoppad och året därpå ställdes han ut på museet. År 1923 renoverades kroppen. En målning av Barry hänger i klosterhärbärget vid Sankt Bernhardpasset, där Barry bodde. År 1977 gjorde Walt Disney Company TV-filmen "Barry of the Great St. Bernard".